# John Tengo Jabavu
John Tengo Jabavu, né le 11 janvier 1859 et mort le 10 septembre 1921, est un journaliste et militant politique sud-africain, fondateur du premier journal bantou indépendant. 

## Biographie
John Tengo Jabavu est né en 1859 près de Fort Beaufort dans l'est de la colonie du Cap. Ses parents de l'ethnie xhosa, bien que pauvres, ont tenu à lui donner une certaine éducation et l'envoyèrent à l'école locale de la mission méthodiste. Brillant élève, il obtient son certificat d'enseignant et devint professeur à Somerset-Est et devient également prédicateur pour la paroisse locale. 
En 1876, il est apprenti journaliste après ses heures d'école puis commence à écrire des articles pour certains journaux comme le Cape Argus. Vive-président de l'association des éducateurs indigènes en 1880, il est, de 1881 à 1884, rédacteur en chef de Isigidimi Sama, un journal xhosa imprimé et publié par l'institution chrétienne Lovedale. 
En 1883, il passe l'examen d'immatriculation de l'université d'Afrique du Sud et en 1884, contribue à la création de l'association électorale indigène. 
Inspiré par Umshumayeli Wendaba, le premier journal sud-africain spécifiquement destiné aux lecteurs noirs, imprimé par la société missionnaire Wesleyan de 1837 à 1841, il décide de créer un journal d'opinion sur un programme favorable à la paix, à la justice chrétienne et consacré au développement politique et intellectuel des noirs d'Afrique du Sud. Il fonde Imvo Zabantsundu (Opinion africaine) le premier journal indépendant écrit en xhosa et en anglais par des noirs pour un lectorat noir. Imvo se révèle être un forum d'idées pour l'association électorale indigène et un lieu d'échanges intellectuels pour l'élite noire de la colonie du Cap. On y trouve notamment des articles de Walter Rubusana et de Thomas Mapikela. Si Jabavu est bien le propriétaire de son journal, celui-ci est cependant financé par les milieux libéraux blancs du Cap, notamment par James Rose-Innes, député au parlement du Cap et futur juge en chef de la Cour suprême d'Afrique du Sud. Imvo eu immédiatement une grande audience auprès des noirs lettrés et auprès de ceux à qui il était lu. Politiquement, il apporte clairement son soutien aux candidats libéraux opposés à ceux de l'Afrikaner Bond. Néanmoins, ses comptes financiers sont en difficultés et ne sont à chaque fois sauvés que grâce à l'aide de Rose-Innes et de ses co-investisseurs. Ce soutien blanc et la ligne éditoriale modérée de Jabavu provoquera par la suite des contestations au sein du journal. 
En 1887, Jabavu préside Imbuba Eliliso Lomzi Yabantsundu, l'association indigène formée pour combattre la loi électorale de 1887, durcissant les critères des noirs pour être électeur dans la colonie du Cap. Mais en 1892, il ne s'oppose pas à la loi réformant la franchise accordés aux électeurs noirs du Cap en raison de la présence de James Rose Innes et de ses alliés dans la coalition gouvernementale au pouvoir. Influencé par les libéraux blancs, Jabavu avait accepté et repris à son compte la distinction faites par les Blancs du Cap entre les africains civilisés (chrétiens et lettrés) et les barbares (paiens). Cette distinction permettait de maintenir un suffrage non racial, favorisant de fait les candidats anglophones face aux candidats Afrikaners, ces derniers étant convaincus de l'impossibilité de coexistence pacifique au sein d'un même État entre blancs et noirs. Pour ces raisons, Jabavu acceptait que les droits des Africains du Cap fussent restreints et que seuls 10 % d'entre eux pussent voter. 
Cette attitude très critiquée au sein du journal provoque le départ de plusieurs de ses soutiens. Walter Rubusana fonde le congrès indigène sud-africain, que Jabavu refuse de soutenir. En 1898, après que Jabavu ait refusé de soutenir la candidature de Cecil Rhodes qui tente de reprendre son siège de Premier ministre, ce dernier apporte son soutien financier à Rubusana qui fonde à East London son propre journal panafricain en langue xhosa, opposé à Imvo. Dans un revirement d'alliance inattendue, Jabavu apporte son soutien à l'Afrikaner Bond, rompant ainsi avec l'élite intellectuelle xhosa. 
Au fur et à mesure des années, Imvo sera continuellement critiqué pour être de moins en moins africain notamment après le soutien officiel qu'il reçoit du gouvernement de la colonie du Cap alors même qu'il est fermé pendant deux ans pour avoir soutenu une ligne pacifiste durant la seconde guerre des Boers. Plus tard, la même accusation ressurgira avec l'arrivée dans son capital de 3 membres du premier gouvernement de l'Union sud-africaine. 
De 1908 à 1916, il milite jusqu'à son ouverture effective pour la création de l'université de Fort Hare, première université noire du pays. En 1909, il fait partie de la délégation qui se rend à Londres pour discuter et protester contre le projet de South Africa Act. 
Opposé à la fondation du Congrès national africain en 1912, il fonde son propre parti le South African Races Congress. Il ne proteste pas l'année suivante contre la nouvelle loi foncière indigène. Bien au contraire, son journal appuie la loi. Solomon Plaatje l'accuse d'être une marionnette des blancs. En conflit avec Rubasana, il se présente contre lui dans sa circonscription du Transkei lors des élections provinciales du 14 mars 1914. Divisant ainsi le vote noir majoritaire face au vote blanc minoritaire, Rubasana et Jabavu sont tous deux battus par le candidat blanc. 
Veuf depuis 1900, père de quatre fils, il meurt le 10 septembre 1921. Son fils, Alexander Jabavu, reprit la direction de Imvo.